# Cantó de La Villedieu-du-Clain
El cantó de La Villedieu-du-Clain és un cantó francès del departament de la Viena, situat al districte de Poitiers. Té 10 municipis i el cap és La Villedieu-du-Clain.

## Municipis
- Aslonnes
- Dienné
- Fleuré
- Gizay
- Nieuil-l'Espoir
- Nouaillé-Maupertuis
- Roches-Prémarie-Andillé
- Smarves
- Vernon
- La Villedieu-du-Clain

## Història
| Data d'elecció                           | Identitat       | Partit                    | Qualitat |
| ---------------------------------------- | --------------- | ------------------------- | -------- |
| 1951-1964                                | M. Richard      | sense etiqueta            |          |
| 1964-1994                                | Marcel Bernard  | RI, després Divers droite |          |
| 1994-2008                                | Pierre Cartraud | PS                        |          |
| 2008-                                    | Gérard Rivaud   | PS                        |          |
| les dades anteriors no són pas conegudes |                 |                           |          |
|                                          |                 |                           |          |

## Demografia
| A partir de 1990: Població sense dobles comptes |